# Angelokastro (Korinth)

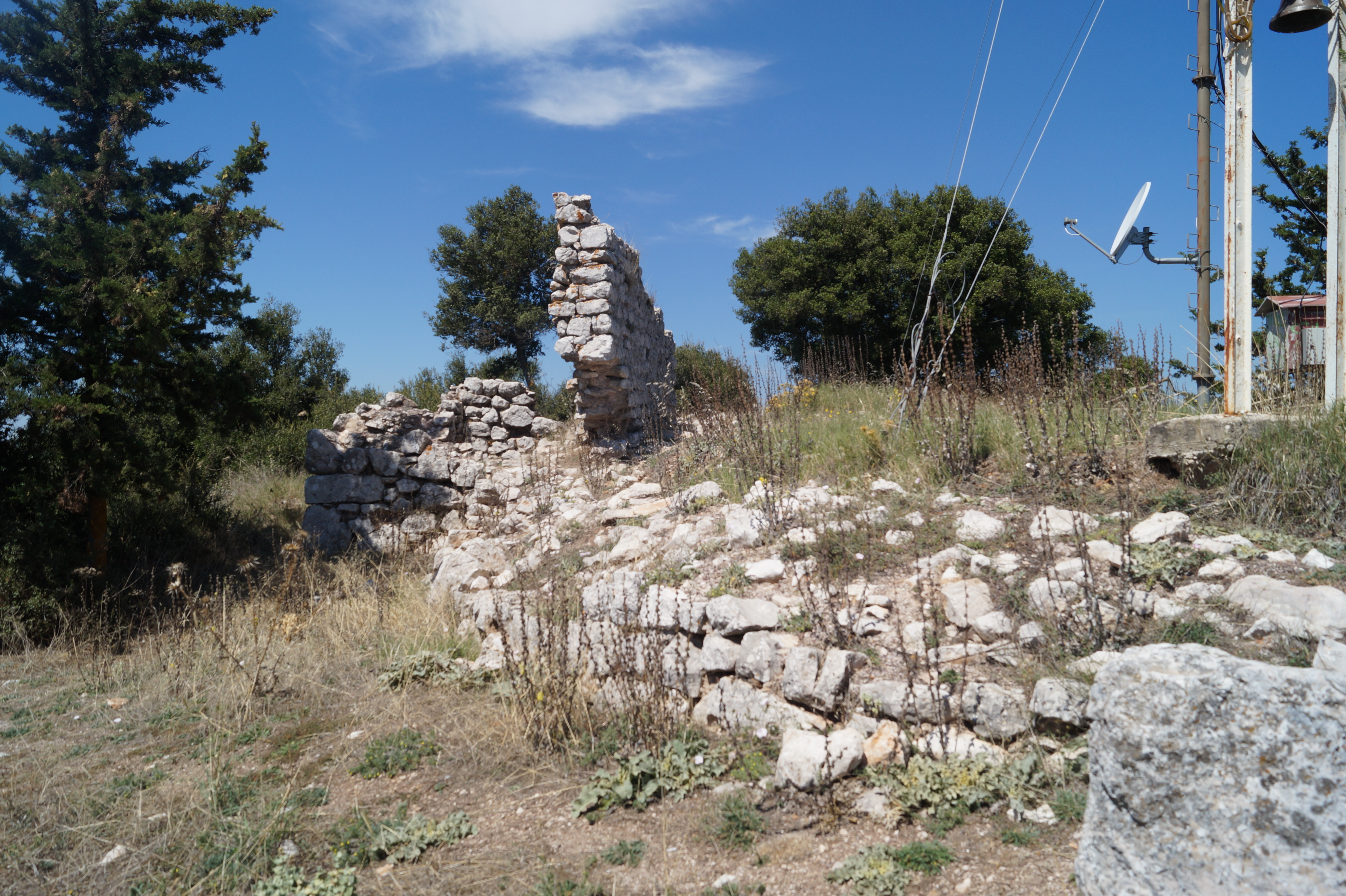
Ruinen eines Turmes der mittelalterlichen Burg

Angelokastro (griechisch Αγγελόκαστρο (n. sg.) = Engelsburg) ist ein Ort im Arachneo-Gebirge in der Gemeinde Korinth in Griechenland.

## Beschreibung
Der Ort liegt 20 km südlich der Stadt Korinth in etwa 780 m Höhe am Südhang des Berges Poulogeza (948 m). Etwa 4 km südwestlich liegt der Berg Trapezone (1137 m) und 3 km östlich der Berg Profitis Ilias (930 m). Die Einwohner betreiben in der westlich und südlich gelegenen Ebene Landwirtschaft.
Am westlichen Ortsrand erhebt sich der Burgberg mit etwa 830 m. Hier finden sich die Überreste einer kleinen mittelalterlichen Burg Angelokastro von etwa 4000 m² nach dem der Ort benannt ist. Auf dem höchsten Punkt, dort wo das große weiße Kreuz steht, sind noch Teile der inneren Umfassungsmauer und Ruinen eines Turms erhalten. Diese Oberburg hatte eine Größe von etwa 500 m². Die Mauern waren aus kleinen unregelmäßigen Steinen gebaut und hatten ein Stärke von 1 m bis 1,20 m. Südlich der Turmruine steht die moderne Kirche aus dem Jahre 1971, die Profitis Ilias geweiht ist.
Im Ortskern steht die moderne Kirche Agios Demetrios aus dem Jahre 1997. Daneben steht die Kirche Agios Ioannis Prodromos aus dem 19. Jahrhundert. Es handelt sich um eine einschiffige Kirche. Sie hat ein höher gelegenes Querschiff, wodurch die Kirche eine Kreuzform erhält. Zu dem Komplex gehört auch ein Kirchen- und Volkskundemuseum in dem Funde aus der alten Agios Nikolaos-Kirche ausgestellt sind.
Im Ortskern etwa 200 m östlich der Agios Demetrios-Kirche befindet sich die denkmalgeschützte Kirche Agios Nikolaos. Es handelt sich um eine einschiffige Kirche aus dem 10. Jahrhundert. Die Wände sind mit Fresken aus dem 12. Jahrhundert geschmückt. In ihr befanden sich bedeutende Werke, die heute im Kirchen- und Volkskundemuseum ausgestellt sind: ein Evangelium aus Venedig aus dem Jahre 1761, zwei "Zwölf Evangelien" aus Venedig aus dem Jahre 1631 und 1876.

## Geschichte
Die ältesten Funde aus Angelokastro stammen aus der Jungsteinzeit. In der römischen Zeit gab es hier eine Siedlung. Vermutlich wurde die Burg von Michael I. Komnenos Dukas Angelos, dem ersten Herrscher des Despotats Epirus, im 13. Jahrhundert errichtet und erhielt von diesem ihren Namen. 1358 erhielt Niccolò Acciaiuoli für seine Verdienst für das Haus Anjou acht Burgen in der Korinthia, darunter auch Angelokastro. 1394 übernahm der byzantinische Depot von Morea Theodor I. Palaiologos als Erbe des Nerio I. Acciaiuoli diese Burgen. In den folgenden 40 Jahren siedelten Albaner, Nachkommen von Leon Sgouros, in der Gegend. 1467 wurde die zerstörte Burg im Besitz der Republik Venedig aufgeführt.
Angelokastro gehörte 1821 zu den Gebieten, die von den griechischen Freiheitskämpfern erobert waren. Vor allem der Chiliarch Vasilios Irinis (griechisch Βασίλειος Ειρήνης), der unter Nikitaras an der Schlacht von Dervenakia teilnahm, operierte in diesem Gebiet. Er wurde später auch Bürgermeister von Angelokastro. Am 7. Juni 1834 wurde es Sitz der Verwaltungseinheit Yrnithio (griechisch Υρνηθίο) in der Gemeinde Solygeia. Yrnithio verdankte seinen Namen der Tatsache, dass man glaubte, dass sich in Angelokastro das Hyrnethion, das Grab der Hyrnetho lag. Nach anderer Angabe wurde 2 km südlich am Ort Patima (griechisch Πατίμα) der Palast der Hyrnetho vermutet. Am 29. April 1949 wurde der Bezirk in Angelokastro umbenannt.

### Entwicklung der Einwohnerzahl
| Jahr | Einwohnerzahl |
| ---- | ------------- |
| 1835 | 194           |
| 1961 | 697           |
| 1971 | 688           |
| 1991 | 669           |
| 2001 | 505           |
| 2011 | 376           |

## Sage
1841 besuchte der französische Geschichtsforscher Jean Alexandre Buchon Angelokastro. Ein albanischer Einwohner erzählte ihm eine Legende zur Entstehung der Burg. Einst wies ein König oder Fürst aus Piada seiner Tochter Angelokastro als Wohnort zu. Da sie den Anblick der Küste vermisste bat sie ihren Vater ihr eine Burg zu bauen von wo sie das Meer sehen könne. So erbaute er die Burg Angelokastro. Von dort konnte sie nun den Saronischen Golf mit seinen Inseln und die Halbinsel Methana sehen. Trotzdem starb sie bald an Sehnsucht und die Burg wurde für immer verlassen.